# TV5 Network
TV5 Network, Inc., comunemente conosciuto come TV5, è una società di media filippina con sede a Mandaluyong. È proprietà di MediaQuest Holdings, una filiale della società di telecomunicazioni PLDT, guidata dal chairman Manuel V. Pangilinan.

## Canali televisivi

### Nazionali
Attuali
- TV5 - canale principale. È stata lanciata nel 1960 come DWET-TV.
- NBA TV Philippines - canale sportivo via cavo, joint venture con NBA TV. È stata lanciata nel 2020.
- Colours - canale di stile di vita. È stata lanciata nel 2012.
- One News - canale di notizie via cavo in lingua inglese. È stata lanciata nel 2018.
- One PH - canale di notizie via cavo in lingua filippina. È stata lanciata nel 2019.
- One Screen - canale via cavo di intrattenimento. È stata lanciata nel 2020.
- One Sports - canale sportivo in chiaro. È stata lanciata nel 2020.
- PBA Rush - canale sportivo via cavo. È stata lanciata nel 2020.
- Sari-Sari Channel - canale via cavo di intrattenimento, joint venture con Viva Entertainment. È stata lanciata nel 2016.

Cessati
- 5 Plus - canale sportivo. È stata lanciata nel 2019 e chiusa nel 2020.
- AksyonTV - canale di notizie e sportivo. È stata lanciata nel 2011 e chiusa nel 2019.
- Bloomberg TV Philippines - canale di notizie via cavo, joint venture con Bloomberg. È stata lanciata nel 2015 e chiusa nel 2018.
- Fox Filipino - canale via cavo di proprietà di Fox Networks Group Asia Pacific, divisione di Walt Disney Direct-to-Consumer & International, parte di The Walt Disney Company. È stata lanciata nel 2012 e chiusa nel 2020.
- Hyper - canale sportivo via cavo. È stata lanciata nel 2012 e chiusa nel 2019.
- Weather Information Network - canale meteo. È stata lanciata nel 2012 e chiusa nel 2013.

### Internazionali
- Kapatid Channel - primo canale internazionale. È stata lanciata nel 2011. Disponibile fuori dalle Filippine.
- AksyonTV International - secondo canale internazionale. È stata lanciata nel 2011. Disponibile fuori dalle Filippine.

## Canali radiofonici

### Radyo5 News FM
- DWFM 92.3 FM (Metro Manila)
- DYNC 101.9 FM (Cebu)
- DXFM 101.9 FM (Davao)

## Controllate e divisioni

### Società controllate
- BusinessWorld
- Cignal TV
  - Cignal
  - Cignal Entertainment
- Media5 Marketing Corporation (Media5)
- Nation Broadcasting Corporation
- Unitel Productions
- Straight Shooters
- The Philippine Star
- Pilipinas Global Network Ltd.

### Divisioni
- D5 Studio
- News5
- Entertainment5
- Studio5
- Rescue5
- Regional5
- One Sports

### Responsabilità sociale d'impresa
- Alagang Kapatid Foundation
- PLDT-Smart Foundation
- One Meralco Foundation

### Filiali e divisioni defunte o inattive
- ESPN5
- Talent5